# Aduana de Tampico
El edificio de la antigua Aduana de Tampico o la Receptoría Marítima es una construcción de la época del Porfiriato localizada al margen norte de la desembocadura del río Pánuco en la ciudad y puerto de Tampico, en el estado de Tamaulipas. Inició operaciones el 16 de octubre de 1902 y desde el 2004 la planta baja del edificio está dedicada al Museo de la Victoria de Tampico de 1829.

## Historia
El puerto de Tampico ha tenido varios edificios diseñados para albergar las instalaciones aduaneras, está documentado que el primero se  construyó en el año de 1827, el predio se localizaba en terrenos de la actual Plaza Libertad, el 10 de febrero de 1827 se estableció por decreto la Aduana Marítima en Tampico y dos años después, en 1829, libró la Batalla de Tampico, que representó el último intento de España para recuperar el territorio independizado de México. En los años posteriores se incrementó el comercio y el tráfico marítimo, para 1850 se habilitaron escolleras y un canal de acceso, en 1870  el presidente Porfirio Díaz inauguró el primer muelle y años después se completó la construcción de cuatro muelles, tres almacenes, los diques y el dragado.
Se atribuye a doña Carmen Romero Rubio, segunda esposa de Porfirio Díaz y originaria de Tamaulipas que la aduana se estableciera del lado norte del río y no del sur que pertenece a Veracruz. El primer edificio ya resultaba insuficiente a finales del siglo XIX y para 1896 comenzó la construcción de un nuevo edificio de estilo inglés, Porfirio Díaz encargó los planos a la Compañía de Ferrocarriles Centrales Mexicanos con un presupuesto inicial de 1,850,000 pesos en oro, la nueva aduana fue inaugurada por el propio Presidente Díaz el 16 de octubre de 1902.

## Descripción
El edificio tiene un diseño de estilo inglés, que combina elementos extranjeros y mexicanos, de Europa se dispuso de elementos prefabricados de hierro fundido, los ladrillos  fueron traídos de Inglaterra, sus columnas son de fierro colado originario de Francia, el resto de la herrería como los barandales y el enrejado de las ventanas es también de origen francés, mientras que los elementos de madera fueron importados de Luisiana, Estados Unidos, parte de la fachada exterior está adornada con cantera traída de El Abra en Ciudad Valles, San Luis Potosí.

### Datos relevantes y actualidad
El 9 de enero de 1937 llegó a esta Aduana un buque petrolero donde viajaba el político ruso León Trotski y su esposa Natalia Sedova, a su arribo fueron recibidos por Frida Kahlo y Diego Rivera quienes intercedieron ante el presidente Lázaro Cárdenas para ofrecer a Trotsky asilo político.
Es del conocimiento popular que la barda que resguardaba el edificio de la Aduana dio origen a la Torta de la Barda un platillo muy popular en la zona sur de Tamaulipas.
En la actualidad las instalaciones del edificio están abiertas al público. Desde el 2004 la planta baja se convirtió en Museo La Victoria de Tampico, ahí se expone un histórico cañón, así como armas y objetos de la época de la batalla de 1829 entre los ejércitos de España y México.